# Aleksandar Lazić
Aleksandar Lazić (Milići, 10 giugno 1996) è un cestista bosniaco.

## Carriera
Con la Bosnia ed Erzegovina ha disputato i Campionati europei del 2022.

## Palmarès
- Coppa di Slovenia: 1

Primorska: 2020
- Supercoppa slovena: 1

Primorska: 2019